# Championnats du monde féminins de boxe amateur 2008
Navigation
Édition précédente Édition suivante
Les 5e championnats du monde de boxe amateur  féminins se sont déroulés du 22 au 29 novembre 2008 à Ningbo, Chine.
Organisées par l'AIBA (Association Internationale de Boxe Amateur), les compétitions ont vu s'affronter dans 13 catégories différentes 237 boxeuses représentant 42 fédérations nationales.
La Chine, pays hôte, marque de son empreinte cette édition en remportant 5 médailles d'or, loin devant la Turquie et le Canada qui comptent chacune 2 médailles d'or.

## Résultats

### Podiums
| Catégories                   | Or                  | Argent                | Bronze                             |
| Poids pailles (-46 kg)       | Mary Kom            | Steluta Duta          | Jong Ok Josie Gabuco               |
| Poids mi-mouches (-48 kg)    | Chen Ying           | Sarah Ourahmoune      | Jenny Haedingz Alexandra Kuleshova |
| Poids mouches (-50 kg)       | Kim Hyang Ok        | Elena Savelyeva       | Analisa Cruz Chhotu Loura          |
| Poids super-mouches (-52 kg) | Can Can Ren         | Annie Albania         | Viktoria Rudenko Laishram Sarita   |
| Poids coqs (-54 kg)          | Karolina Michalczuk | Nicola Adams          | Cynthia Marella Moreno Qin Zhang   |
| Poids plumes (-57 kg)        | Jian Qin            | Usha Nagisetty        | Sofya Ochigava Edina Pezdany       |
| Poids légers (-60 kg)        | Katie Taylor        | Cheng Dong            | Cindy Orain Ayzznat Gadzhieva      |
| Poids super-légers (-63 kg)  | Gulsum Tatar        | Liubov Lopatina       | Klara Svensson Jian Xia Ma         |
| Poids welters (-66 kg)       | Mary Spencer        | Vanessa Nicol Jackson | Suk Yong Ri Qian Wang              |
| Poids super-welters (-70 kg) | Ariane Fortin       | Yang Ting Ting        | Nurcan Carcki Yelena Koltsova      |
| Poids moyens (-75 kg)        | Jinzi Li            | Anna Laurell          | Amber Konikow Anita Ducza          |
| Poids mi-lourds (-80 kg)     | Tang Jie Li         | Mioshia Wagoner       | Selma Yagci Fetti Paraschiva       |
| Poids lourds (+80 kg)        | Şemsi Yaralı        | Adriana Hosu          | Tiffanie Nichole Hearn Li Na Zhang |

### Tableau des médailles
| Place | Pays              | Médaille d'or, monde | Médaille d'argent, monde | Médaille de bronze, monde | Total |
| ----- | ----------------- | -------------------- | ------------------------ | ------------------------- | ----- |
| 1     | Chine             | 4                    | 2                        | 4                         | 10    |
| 2     | Turquie           | 2                    | 0                        | 2                         | 4     |
| 3     | Canada            | 2                    | 0                        | 1                         | 3     |
| 4     | Inde              | 1                    | 1                        | 2                         | 4     |
| 5     | Corée du Nord     | 1                    | 0                        | 2                         | 3     |
| 6     | France            | 1                    | 0                        | 1                         | 2     |
| 7     | Pologne           | 1                    | 0                        | 0                         | 1     |
| 7     | Irlande           | 1                    | 0                        | 0                         | 1     |
| 9     | Russie            | 0                    | 2                        | 3                         | 5     |
| 10    | États-Unis        | 0                    | 2                        | 2                         | 4     |
| 11    | Roumanie          | 0                    | 2                        | 1                         | 3     |
| 12    | Philippines       | 0                    | 1                        | 2                         | 3     |
| 12    | Suède             | 0                    | 1                        | 2                         | 3     |
| 14    | Angleterre        | 0                    | 1                        | 0                         | 1     |
| 15    | Hongrie           | 0                    | 0                        | 2                         | 2     |
| 16    | Kazakhstan        | 0                    | 0                        | 1                         | 1     |
| 16    | Ukraine           | 0                    | 0                        | 1                         | 1     |
| Total | 17 pays médaillés | 13                   | 12                       | 26                        | 52    |